# Wadi Fukin
Wadi Fukin – wieś w Palestynie, w muhafazie Betlejem. Według danych Palestyńskiego Centralnego Biura Statystycznego w 2016 roku miejscowość liczyła 1470 mieszkańców.